# Užovka obojková
Užovka obojková (Natrix natrix) je nejedovatý had z čeledi užovkovitých (Colubridae), podčeledi Natricinae a rodu Natrix – tzv. pravá (aglyfní) užovka. Druh je široce rozšířen v Evropě, ale vyskytuje se i v některých oblastech jihozápadní a střední Asie. V Česku je nejhojnějším druhem hada. Dosahuje délky těla 50 až 150 cm a hmotnosti od 50 gramů do půl kilogramu. Samec je menší než samice. Hlavním charakteristickým znakem jsou půlměsíčité skvrny za hlavou.
Dělí se na řadu poddruhů, standardně asi na 14, ale počet se liší studie od studie a vnitrodruhová taxonomie není dosud vyřešena. Odlišují se od sebe zbarvením, velikostí a hmotností. Někteří jedinci mohou charakteristickou kresbu postrádat, nebo naopak jinou kresbou vynikat.
Přes zimu obvykle ulehá do zimního spánku a páří se krátce po jarním probuzení. Je to oviparní (vejcorodý) druh, který preferuje život u vody. Tomu odpovídá i jídelníček, neboť se živí hlavně obojživelníky a rybami. Zmocnit se však dokáže i menších savců (hlodavců) nebo ptáků. V období rozmnožování samice klade asi 2–40 vajíček. Mláďata se vylíhnou za 6–10 týdnů, jsou 15 až 21 cm velká a zcela samostatná. Pohlavně dospějí ve stáří tří až pěti let. V dobrých podmínkách se užovka dožívá nejčastěji 15 až 25 let.
Mezinárodní svaz ochrany přírody (IUCN) hodnotí druh jako málo dotčený, jelikož jeho globální populaci považuje za „relativně stabilní“, nicméně řada poddruhů či subpopulací je ohrožených (např. ve Švédsku) nebo na pokraji vyhynutí (např. na Kypru). V rámci Evropy je chráněna Bernskou úmluvou. V Česku je zvláště chráněna jako ohrožený druh.

## Taxonomie, nomenklatura a evoluce
Druh poprvé vědecky popsal švédský přírodovědec Carl Linné v roce 1758 pod názvem Coluber natrix, ve své knize Systema naturæ, v níž se zabýval binomickou nomenklaturou rostlin a živočichů. Hady zrovna neměl moc rád a svou averzi k těmto tvorům demonstroval v několika pasážích svých spisů. Podobně se stavěl kupříkladu k ropuchám. Obojživelníky a plazy popisoval jako „nejstrašnější a nejodpornější zvířata“, ale přesto se jim věnoval se stejným zápalem, jako v případě jiných druhů živočichů.
Slovo natrix pochází z latiny a v překladu znamená „hydra“ či „vodní had“, což dokonale vystihuje způsob života i schopnosti užovky, která je vázána na vodní prostředí. V češtině nese had vědecké jméno užovka obojková na základě výrazných poloměsíčitých skvrn těsně za hlavou, které připomínají obojek.
V průběhu evoluce se tento druh oddělil od svého nejbližšího příbuzného, užovky podplamaté, před 13 až 22 miliony let. Užovka obojková je považována za přímého potomka vyhynulého druhu Natrix longivertebrata, který žil v miocénu a pliocénu v oblastech dnešního Polska, Maďarska a Moldavska. Za nejstarší dochovanou fosilii užovky obojkové se považuje nález z Polska datovaný do doby před 3,2 až 4,9 miliony let (pliocén).

## Rozšíření a poddruhy
Užovka obojková se široce vyskytuje – pokud nebudeme počítat se změnou u poddruhů Natrix natrix astreptophora, Natrix natrix helvetica aj. (viz odstavec níže) – v nížinách kontinentální Evropy, od jižní Skandinávie (nejsevernější lokalita výskytu leží při 67° s. š.) po jižní Itálii, na Britských ostrovech s výjimkou Irska a Skotska. Obývá i severozápadní Afriku a jihozápadní a středí Asii. Oblast výskytu zahrnuje území Albánie, Alžírska, Arménie, Ázerbájdžánu, Běloruska, Belgie, Bosny a Hercegoviny, Bulharska, Černé Hory, Česka, Číny, Dánska, Estonska, Finska, Francie, Gruzie, Chorvatska, Itálie, Íránu, Kazachstánu, Kosova, Kypru, Lotyšska, Litvy, Lucemburska, Maďarska, Maroka, Moldavska, Mongolska, Německa, Norska, Nizozemska, Polska, Portugalska, Rakouska, Rumunska, Ruska, Řecka, Severní Makedonie, Slovenska, Slovinska, Spojeného království, Srbska, Sýrie, Španělska, Švédska, Švýcarska, Tuniska, Turecka, Turkmenistánu a Ukrajiny.

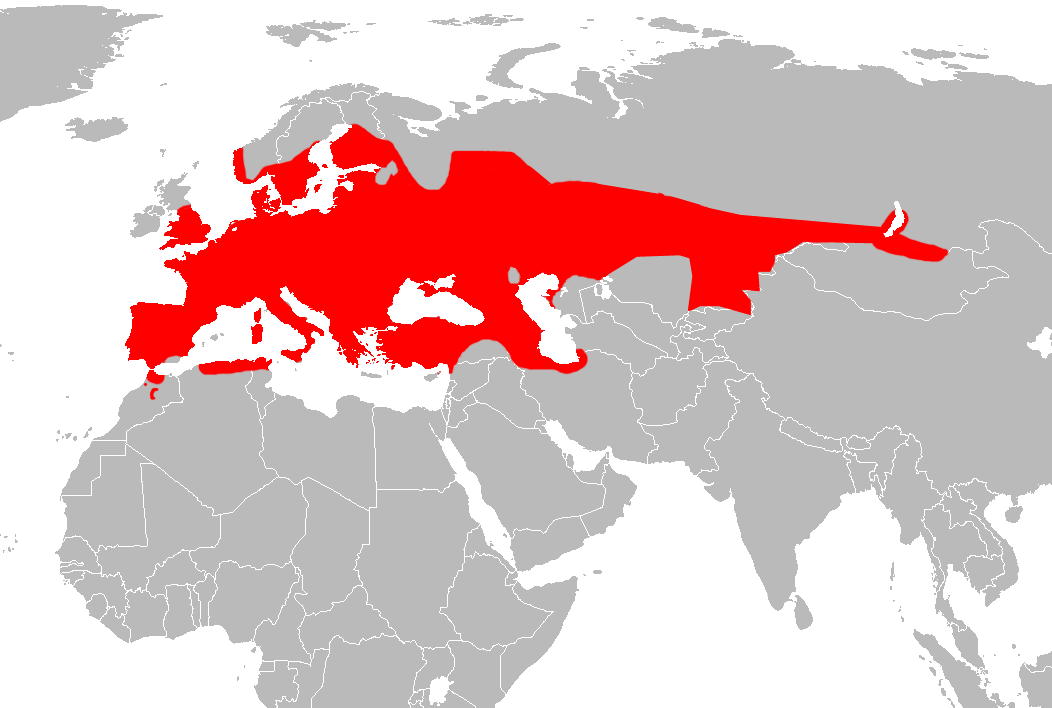
Rozšíření užovky obojkové do rekvalifikace poddruhu N. natrix astreptophora na nový druh Natrix astreptophora (2016) a N. natrix helvetica na nový druh Natrix helvetica (2017). Vyznačen je i poddruh N. natrix cypriaca a jeho oblast výskytu na Kypru.

Populace živočicha žijící na rozsáhlém areálu se větví na řadu poddruhů. V případě užovky obojkové jich bylo uznáváno asi 14 a liší se od sebe zbarvením i velikostí. Systém však není ustálený a může dojít k různým změnám. Například od roku 2016 je poddruh N. natrix astreptophora z Pyrenejského poloostrova a severozápadní Afriky považován za samostatný druh Natrix astreptophora. V roce 2017 byly užovky obojkové ze západní Evropy, od Spojeného království po Itálii, překlasifikovány na nový druh Natrix helvetica (původně poddruh N. natrix helvetica) a navíc k němu přeřazeny čtyři poddruhy, původně poddruhy druhu Natrix natrix, a sice N. helvetica helvetica, N. helvetica cetti, N. helvetica corsa a N. helvetica sicula (syn. N. helvetica lanzai).
Podle The Reptile Database se užovka obojková dělí pouze na pět poddruhů (k prosinci 2023):
- Natrix natrix natrix (Linnaeus 1758) – Evropa (Norsko, Švédsko, Dánsko, Německo atd.)
- Natrix natrix vulgaris (Laurenti 1768) – Polsko, Německo, Rakousko, Česko, Maďarsko, Slovensko, Rumunsko, Bulharsko
- Natrix natrix scutata (Pallas 1771) – Finsko, Rusko (východně od Dněpru), Západní Kavkaz, Ukrajina, Lotyšsko, Estonsko, Polsko, Bělorusko, Turecko, Kazachstán
- Natrix natrix moreotica (Bedriaga 1882) – Řecko
- Natrix natrix syriaca (Hecht 1930) – Sýrie, Turecko

### VČesku
V Česku se vyskytuje nominotypický poddruh N. natrix natrix, přičemž jsou přítomny dvě evoluční linie. Užovka obojková je nejrozšířenějším hadem v ČR. Běžně se vyskytuje v nížinných a středních polohách až do výšky 800 m n. m. V lokalitách nad 1000 m n. m. se ukáže už jen vzácně a maximálně byla zastižena ve výšce 1220 m n. m.
V Česku i jinde počty tohoto druhu během posledních desetiletí klesají. Důvodem je ztráta či fragmentace životního prostředí, zbytečné zabíjení lidmi i ztráty během migrace na silnicích (více v kapitole Hrozby a ochrana).

## Popis

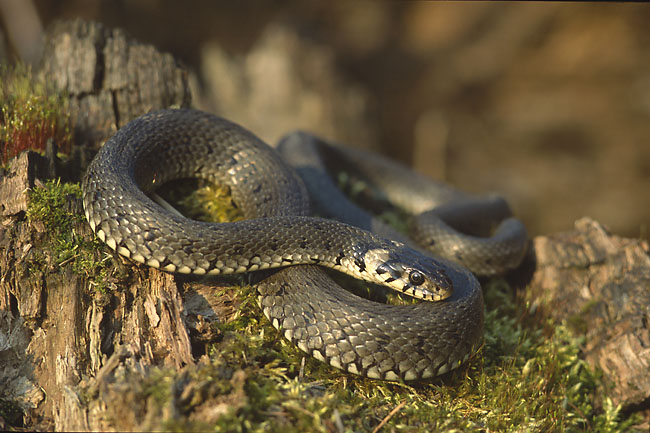
Užovka obojková

Užovka obojková je tzv. pravá (aglyfní) užovka, pro niž je typické, že má hladké a rovnoměrně tvarované zuby bez podélné rýhy (nedokáže vstříknout jed).
Samci měří nejčastěji 50 až 85 cm, samice 60 až 150 cm. Největší exempláře dosahují délky 180 cm, dle některých zdrojů 200 i 210 cm, ale dlouzí více než 110 či 115 cm jsou tito hadi jen velmi zřídka. Parametry hadů jsou často velmi odlišné i proto, že žijí v různém prostředí. Na území Česka, v Hostětíně v roce 2014, byla nalezena rekordně dlouhá samice o velikosti 131 cm. Ostatní dokumentované užovky jen mírně přesáhly 100 cm. V Česku dorůstá většinou do 80 až 115 cm. Hmotnost se pohybuje v rozmezí od 50 do 515 g, průměrně váží asi 95–240 g (opět v závislosti na poddruhu).

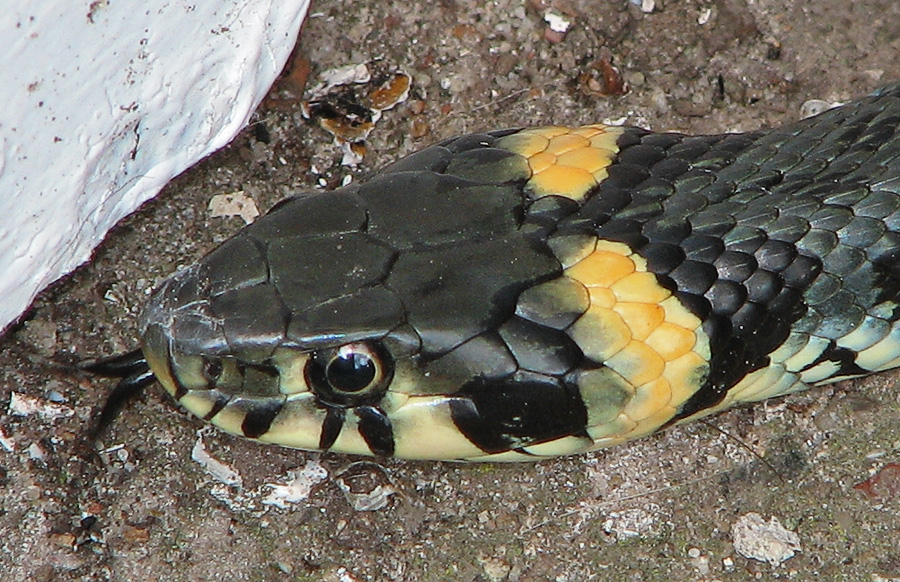
Užovka obojková s typickou kresbou těsně za hlavou připomínající obojek

Hlavu má mírně odlišnou podle pohlaví. Samice ji mají širší a plošší až mírně trojbokou, snáze ji lze rozlišit od krku. Samci mají hlavu méně výraznou a protáhlejší. Samice jsou celkově větší a robustnější (někdy značně). Zajímavá je ale ocasní (subkaudální) část samců, která je často delší a silnější než u samic. Obvykle zaujímá asi 20–30 % délky těla a směrem ke konci se zužuje. Samci využijí delší konec ocasu pravděpodobně při námluvách. Jak do sebe soupeři zaplétají těla, rivala, který se uchází o tutéž družku, takto snadněji přemůže lépe vybavený samec. Dlouhý ocas tak může být znakem dominance a plodnosti – nejdelší bude mít úspěšný jedinec, který se pravidelně páří. Podobně jako u jiných hadů je tělo užovky na omak suché a příjemně chladivé (není slizké).

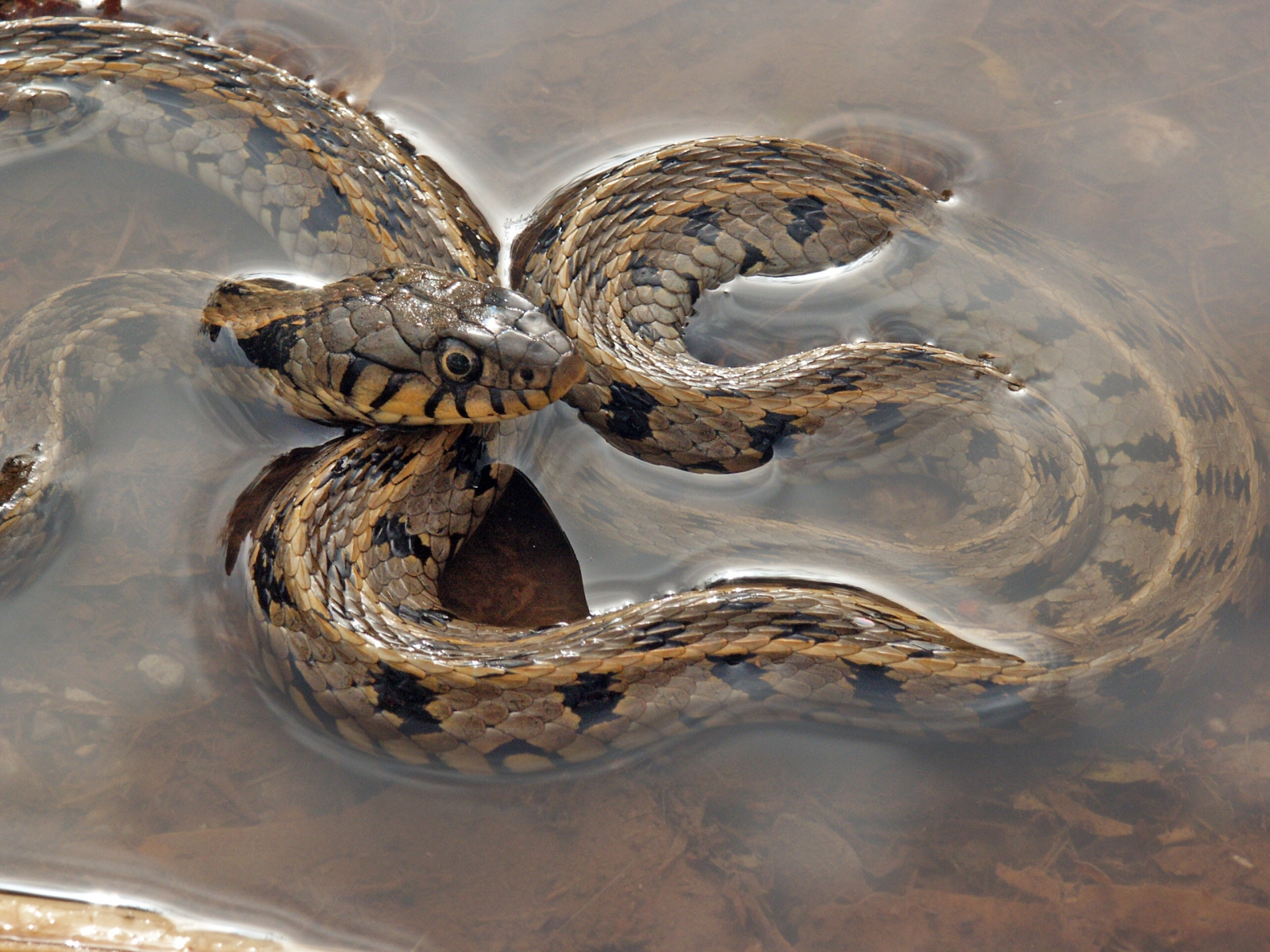
Užovka se světlými pásy (odchylka persa)

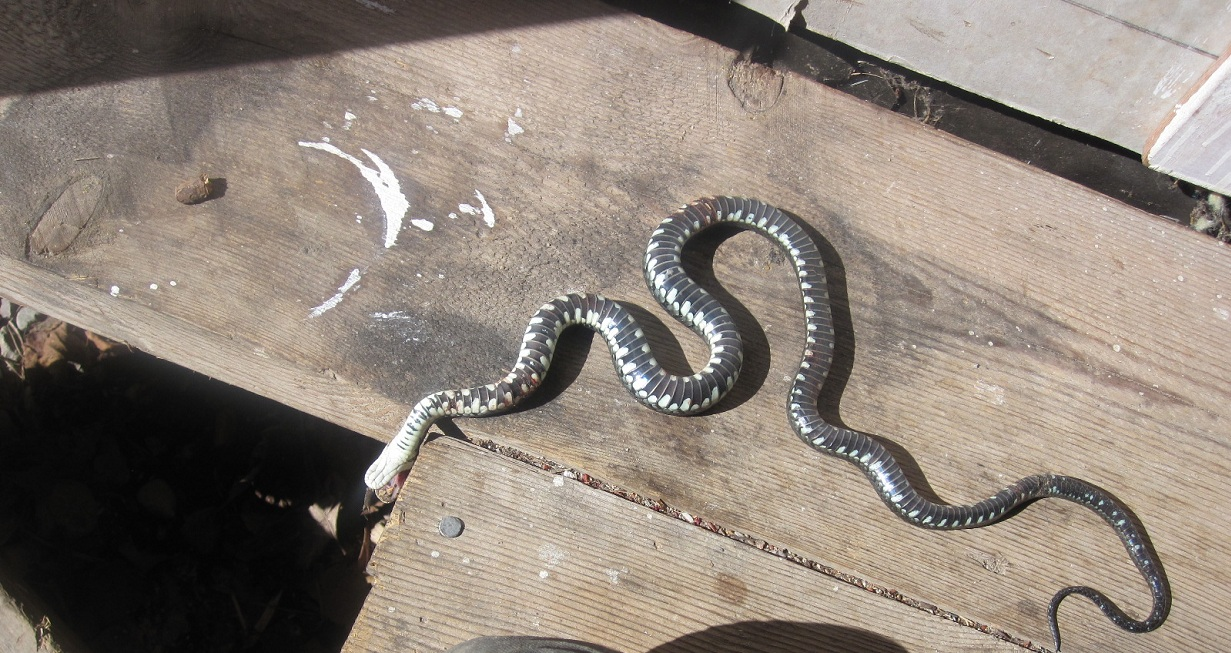
Břišní strana užovky obojkové

Užovka obojková má 19 řad hřbetních a výrazně kýlnatých šupin. Barvu má různou, v závislosti na obývaném prostředí; obvykle tmavě zelenou až břidlicově šedou, méně již nahnědlou s nepravidelnými drobnými černými skvrnami a dvěma charakteristickými bělavými, žlutými až oranžovými, černě lemovanými půlměsíčitými skvrnami za hlavou („obojek“). Experimenty ukázaly, že tato typická kresba pomáhá odlákat potenciální predátory (tzv. aposematismus), protože jim připomíná nebezpečný či jedovatý nepoživatelný hmyz. To by vysvětlovalo, proč jsou i mláďata takto pestře a často ještě výrazněji zbarvená, podobně jako dospělí. S věkem poloměsíčité skvrny blednou a zejména u starších samic jsou jen šedobílé až bílé. Některým formám půlměsíčky za hlavou buďto úplně chybí nebo jsou sotva viditelné. Některé užovky mohou mít na těle i drobné světlé skvrny, které někdy splynou a vytvoří podélné pásy (tzv. odchylka persa, typická pro poddruh z jihovýchodní Evropy). Existují i exempláře šedé či černé. Břicho mají užovky obvykle světlejší. Spodní část těla je bělavá s nepravidelnými černými kotvičkami či kostičkami, které jsou užitečně při identifikaci jedinců (rozvrh těchto flíčku nikdy není totožný). Někdy je břišní strana spíše černá, že převládá tmavší zbarvení. V roce 2005, vůbec poprvé, byl v Česku nalezen i velmi vzácný albín. Duhovka oka je tradičně černá s bílým až žlutým okrajem (např. poddruh N. n. astreptophora má duhovku jasně červenou, nicméně tento je již považován za samostatný druh).
Od příbuzné užovky podplamaté se kromě barvy odlišuje hlavně počtem šupin na hlavě. Užovka obojková má 7 retních štítků (užovka podplamatá 8), 1 předoční štítek (užovka podplamatá 2 až 3) a 2 až 4 záoční štítky (užovka podplamatá 3 až 5).

## Biotop, ekologie a chování

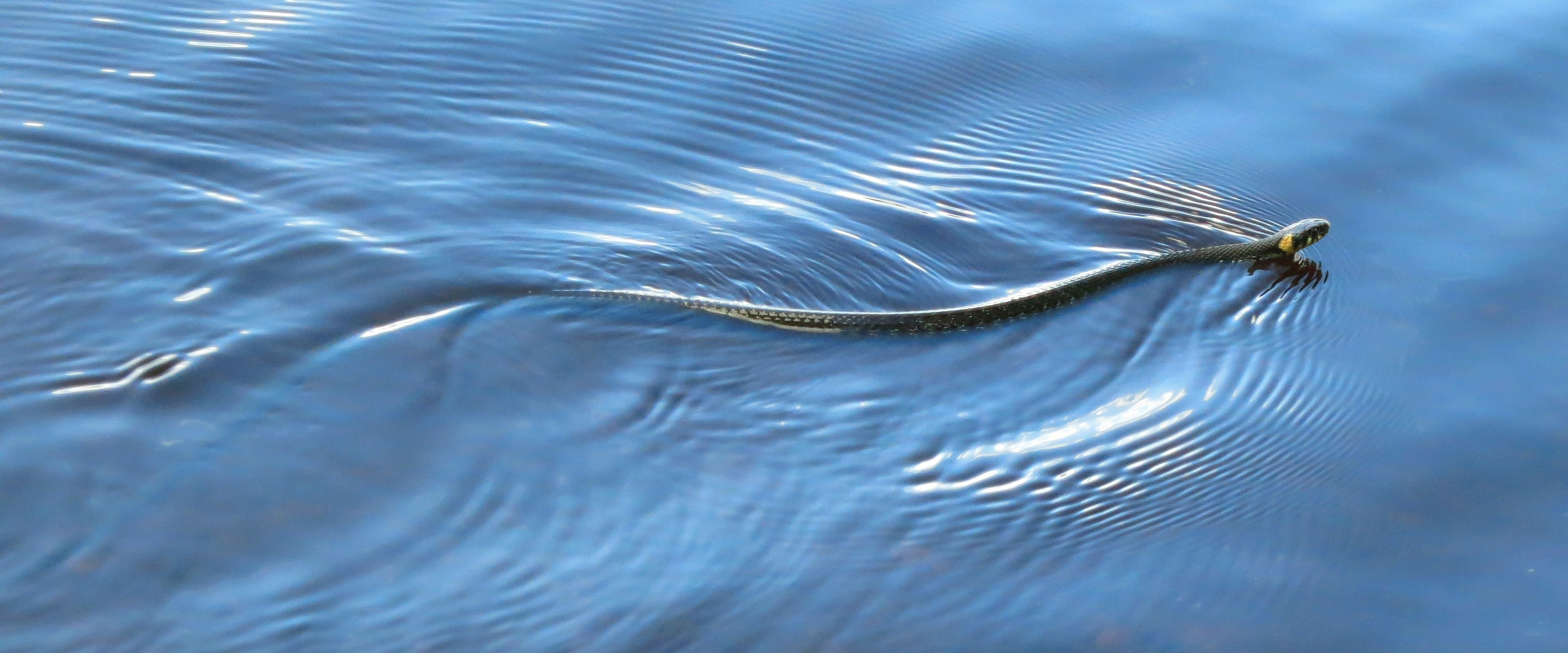
Užovka ve vodě

Užovka obojková obývá prostředí do nadmořské výšky až 3 000 metrů (max. asi 3 060 metrů). Dokáže tedy žít i v dosti chladném prostředí, což je u oviparních hadů nezvyklé, preferuje však nížiny. Je to přizpůsobivý druh, který proniká do nejrůznějších habitatů. Vyskytuje se většinou v blízkosti vody, tudíž upřednostňuje mokřady, potoky a jiné vodní plochy. V oblibě má však spíše klidné vody. Je skvělý plavec a dovede se dobře potápět. Pod vodní hladinou vydrží až půl hodiny, aniž by se nadechl. S vodou je tak spjatý, že se v ní i svléká. Často se rád zatoulá a do určité míry snese i antropizovaná stanoviště. Může se tak ukázat na vinicích, v zatopených pískovnách, ve starých lomech, u zřícenin a nakonec i v blízkosti lidských obydlí. Některé antropogenní zdroje jsou pro užovky životně důležité (mikrohabitaty jako kompostárny a hnojiště), zejména pak v méně vhodných lokalitách s chladnějším klima.

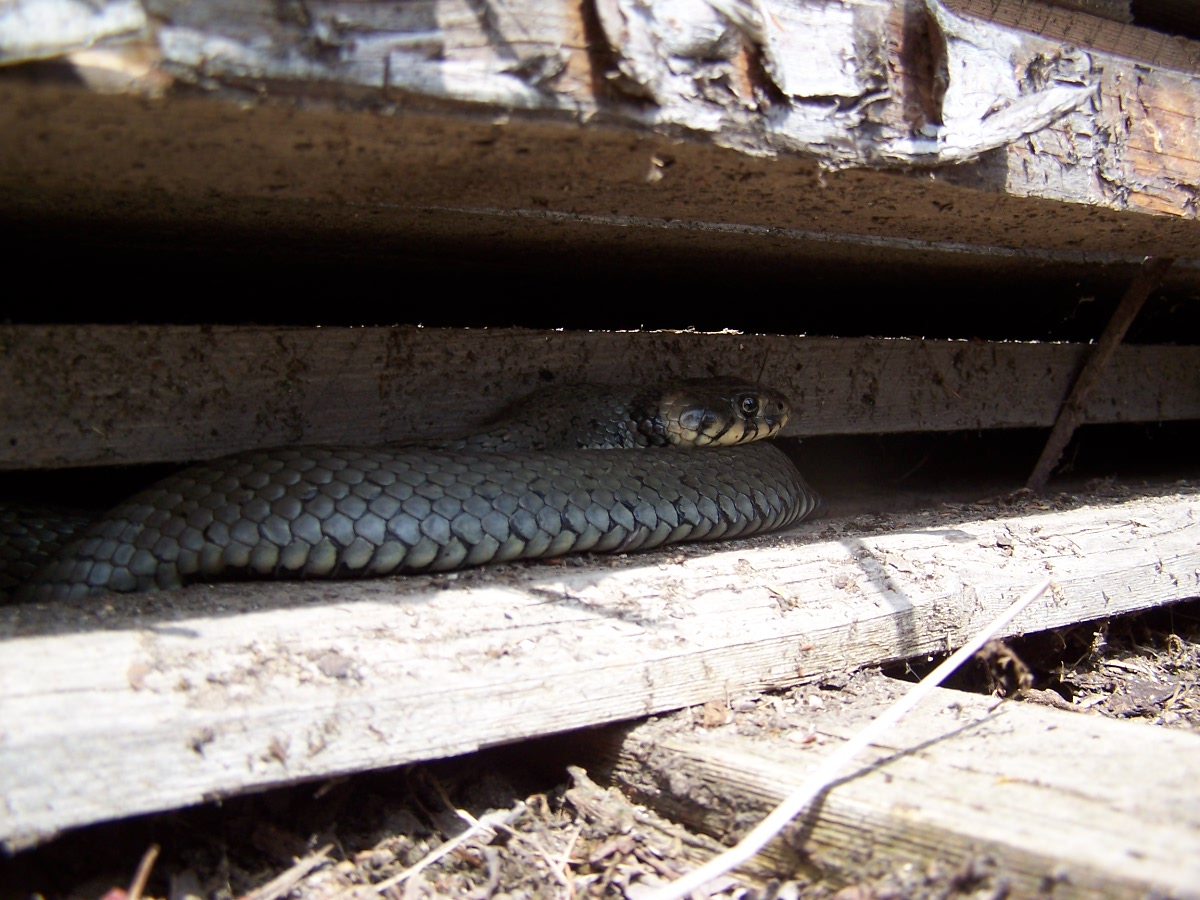
Užovka obojková schovaná pod dřevem, okres Náchod, Česko

Užovka obojková je denní živočich a jako jiné druhy hadů se ráda vyhřívá na slunci. Dobíjí tak energii a sbírá nové síly, neboť teplo povzbuzuje její metabolismus. Jen příležitostně, třeba při velmi teplém počasí lze na ni narazit též v nočních hodinách. Ačkoli se užovka s oblibou zdržuje ve vodě, nemůže v ní být příliš dlouho, aby se její tělesná teplota nedostala pod přijatelnou úroveň. Tělesná teplota ovlivňuje rychlost pohybu, které může had dosáhnout, a ta je velmi důležitá jak při lovu potravy, tak při úniku před dravci. Proto se užovka musí pravidelně vyhřívat – vystavovat slunci, aby si udržela optimální teplotu těla. Rychlé ztrátě teploty brání i tím, že svine tělo do kompaktní pozice. Významnou roli hraje i zbarvení, tmavší jedinci pohlcují více tepla. Pokud je její tělesná teplota naopak příliš vysoká, hledá úkryt ve stínu nebo právě ve vodě. Shání-li si potravu nebo partnera v období páření, pohybuje se na prostoru o rozloze až 40 ha (0,4 km2). Toulavá je také těsně před hibernací a po ní.

### Potrava a stravovací návyky, trávení
Jelikož umí velmi dobře plavat, potravu si nejčastěji hledá mezi vodními živočichy. Živí se hlavně obojživelníky, méně často rybami (na ně se specializuje příbuzná užovka podplamatá, která je ve vodě mnohem hbitější), ještěrkami, hmyzem a jinými menšími živočichy. Nejčastější a většinou preferovanou kořistí jsou skokani a ropuchy, případně jiné druhy žab ve všech vývojových stádiích. Z jiných obojživelníků konzumuje čolky a mloky. Vyhýbá se však kuňkám a mloku skvrnitému, kvůli sekretu vylučovanému jejich pokožkou, který je pro ni jedovatý. Někdy ve skladbě kořisti mohou hrát zásadní roli ryby mnoha různých druhů (převažují kaprovité, včetně druhů s trny a ostnitými ploutevními paprsky – okoun říční, ježdík obecný), ale na užovku jsou obyčejně příliš rychlé, takže se zmocní především těch ryb, které jsou buď nemocné nebo již po smrti. V jižních oblastech se mezi kořistí častěji vyskytují ještěrky a případně jiní plazi. V malé míře jsou pak zastoupeni drobní savci (hlodavci), menší ptáci, hmyz a plži. Kupříkladu v jihovýchodní Anglii se strava užovek skládala především z žab (63 %), dále byli běžní malí savci (25 %), ryby (10 %) a nakonec v menší míře ptáci (1 %). Oběť uchopuje do čelistí a přichycuje zoubky (patrné jsou zvětšené zuby v zadní části hornočelistní kosti). Větší úlovek vynáší na břeh, menší dokáže pozřít rovnou pod hladinou.
Díky široce roztažitelným čelistím dokáže polknout i větší živočichy. Velikost kořisti se odvíjí od velikosti hada, takže větších živočichů se zmocní spíše samice. Ty také konzumují více hlodavců než samci. Kořist obvykle pohltí hlavou napřed (v 65 % případů) – například ryby jedině tímto způsobem, aby se jí v jícnu nezadrhly šupiny nebo ploutve, ale třeba ropuchy nezřídka odzadu (snadněji tak z nafouknuté žáby vytlačí vzduch, čímž vyzraje nad její obrannou strategií). Svou oběť polyká za živa, neboť ji nemá jak zabít (uškrtit ji nedokáže a ani jed využít nemůže). Aby ji snadněji pozřela, obalí ji slinami. Protože nedokáže rozmělnit potravu pomocí zubů, disponuje namísto toho velmi účinnými trávicími sekrety, které si poradí i s kostmi, šlachami nebo se srstí – vstřebat potravu ji pomůže obsah tzv. Duvernoyových žláz, který se mísí se slinami, když kořist polyká. Za den stráví množství potravy o ekvivalentu 1,6 – 2,3 % její hmotnosti. Doba trávení je závislá na vnější teplotě a velikosti kořisti. Obojživelníky a ryby tráví rychleji než teplokrevné obratlovce. Opět aktivní je až po úplném strávení potravy a vyloučení exkrementů. Větší kořist loví přibližně každých 20 dní, březí samice může držet půst i 45 dní.

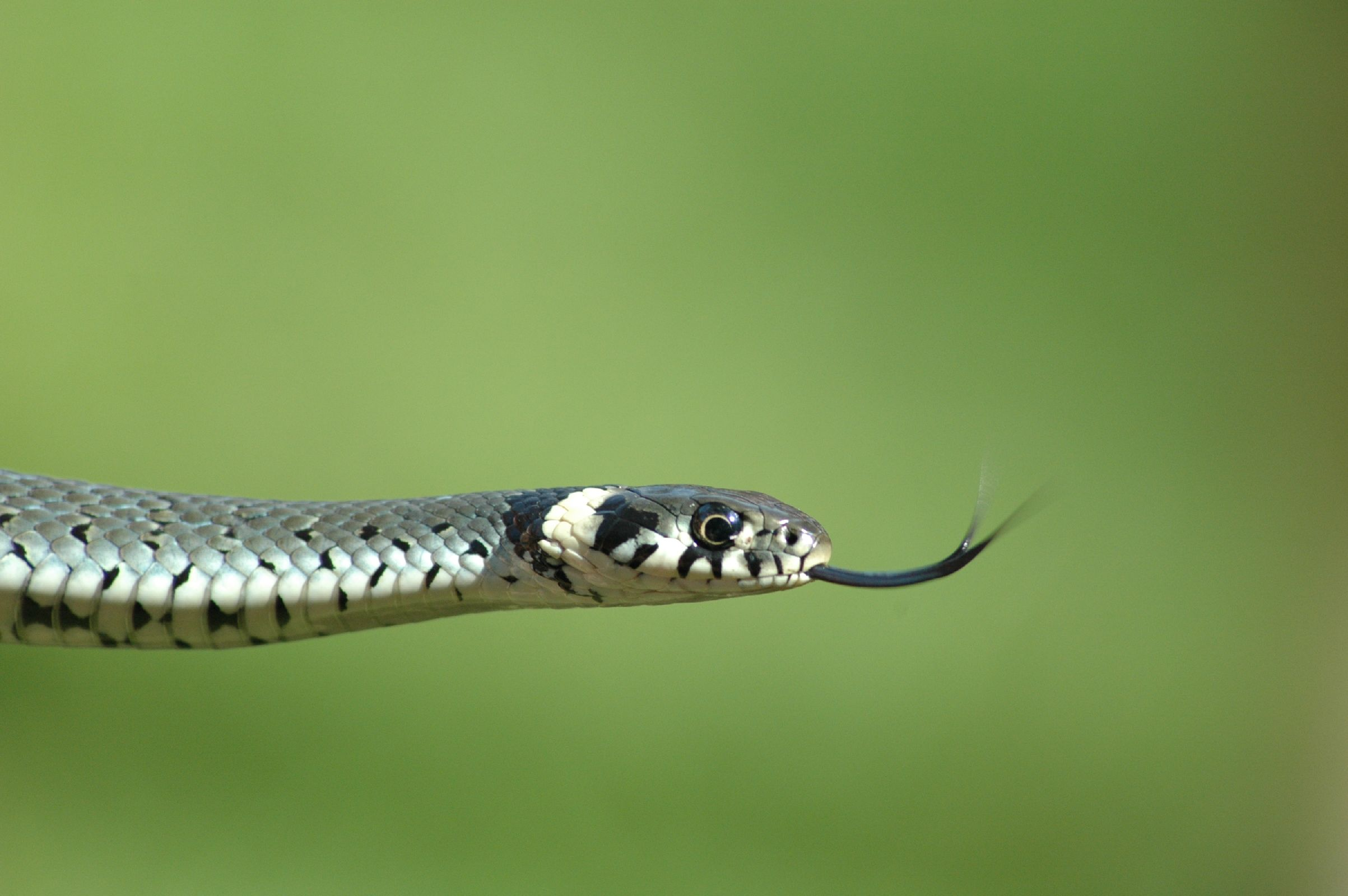
Užovka obojková vyplazující svůj rozeklaný jazyk, kterým vnímá své okolí

Svou oběť vypátrá zejména zrakem nebo čichem. Pohybující se žábu je schopná zaznamenat i na vzdálenost několika metrů. Kromě toho nenápadným kmitáním jazyka ochutnává vzduch a sbírá pachové částice. Tyto pachy se pak detekují v Jacobsonově orgánu, který je vystlaný velmi citlivými chemoreceptory, které dokážou kořist přesně lokalizovat. Pokud je potravy dostatek, její oblíbenou loveckou taktikou je číhání a čekání na vhodnou příležitost k útoku, tedy na okamžik, kdy se jakákoliv potenciální kořist přiblíží na dosah, což ji stojí nejméně sil.

### Přezimování

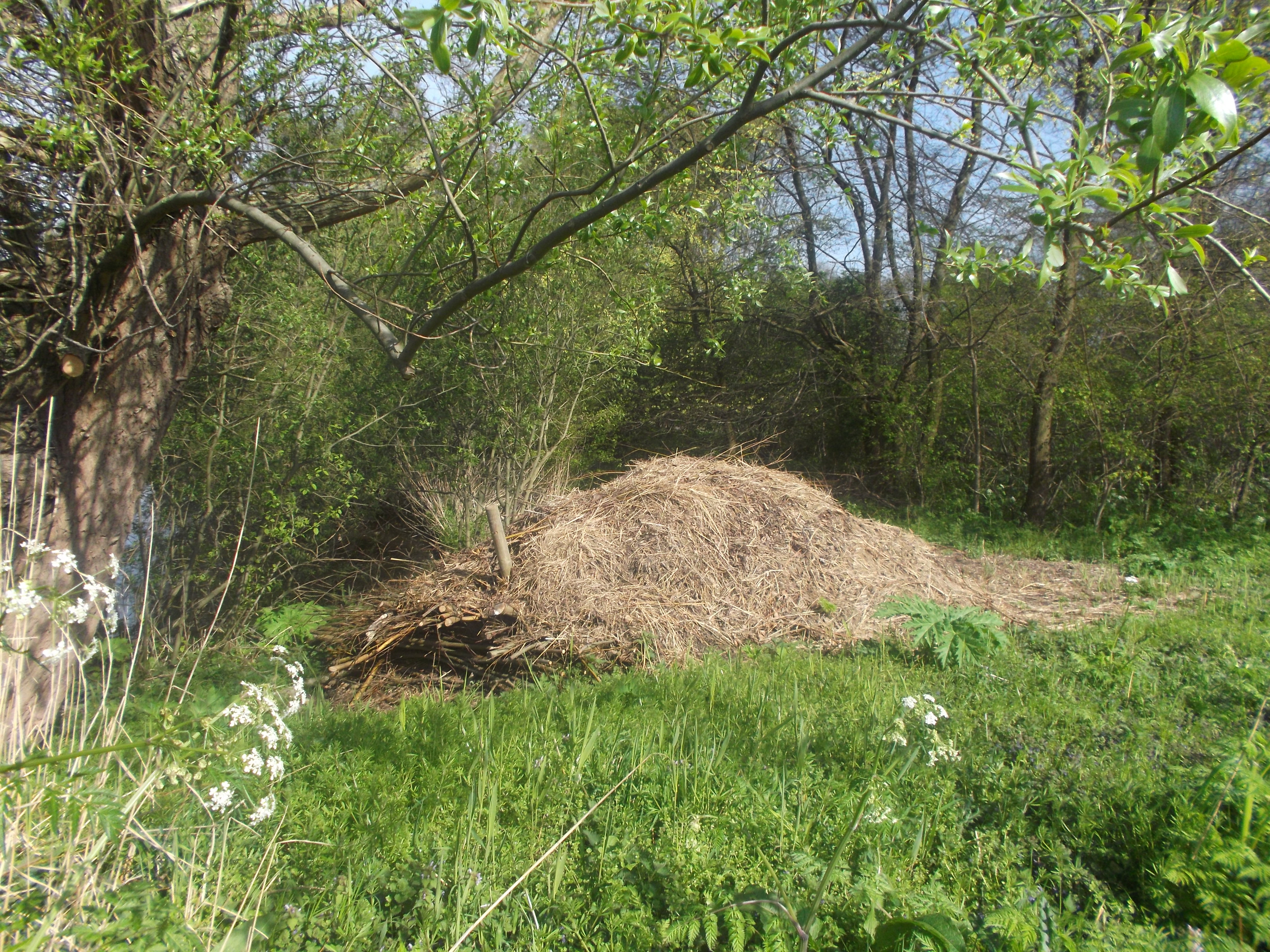
Hromada kompostu, pro užovku důležitý mikrohabitat

Jako poikilotermní živočich tráví užovka nejchladnější část roku v hibernaci. K zimnímu spánku se uchyluje na podzim, mezi zářím a říjnem (nejpozději v listopadu), kdy přestává mít zájem o potravu a začíná se stahovat k zimovištím. Těsně před hibernací lze užovku zastihnout hodně daleko od vody, neboť pátrá po vhodné skrýši. Vhodným úkrytem může být hlubší nora malých savců, skalní rozsedlina, dutina v padlém kmeni, polorozbořená kamenná zídka, nebo sklep staršího domu. Velmi oblíbená je také hromada tlejícího organického materiálu, do které v létě užovka klade svá vajíčka. Některá zimoviště může využívat hned několik druhů plazů nebo obojživelníků, takže je možné na jednom místě zastihnout užovku obojkovou spolu se zmijí obecnou, slepýšem křehkým, čolkem obecným, čolkem velkým, čolkem horským, ropuchou obecnou či různými druhy ještěrek, přestože řada z nich tvoří její potravu.

### Rozmnožování, dožití

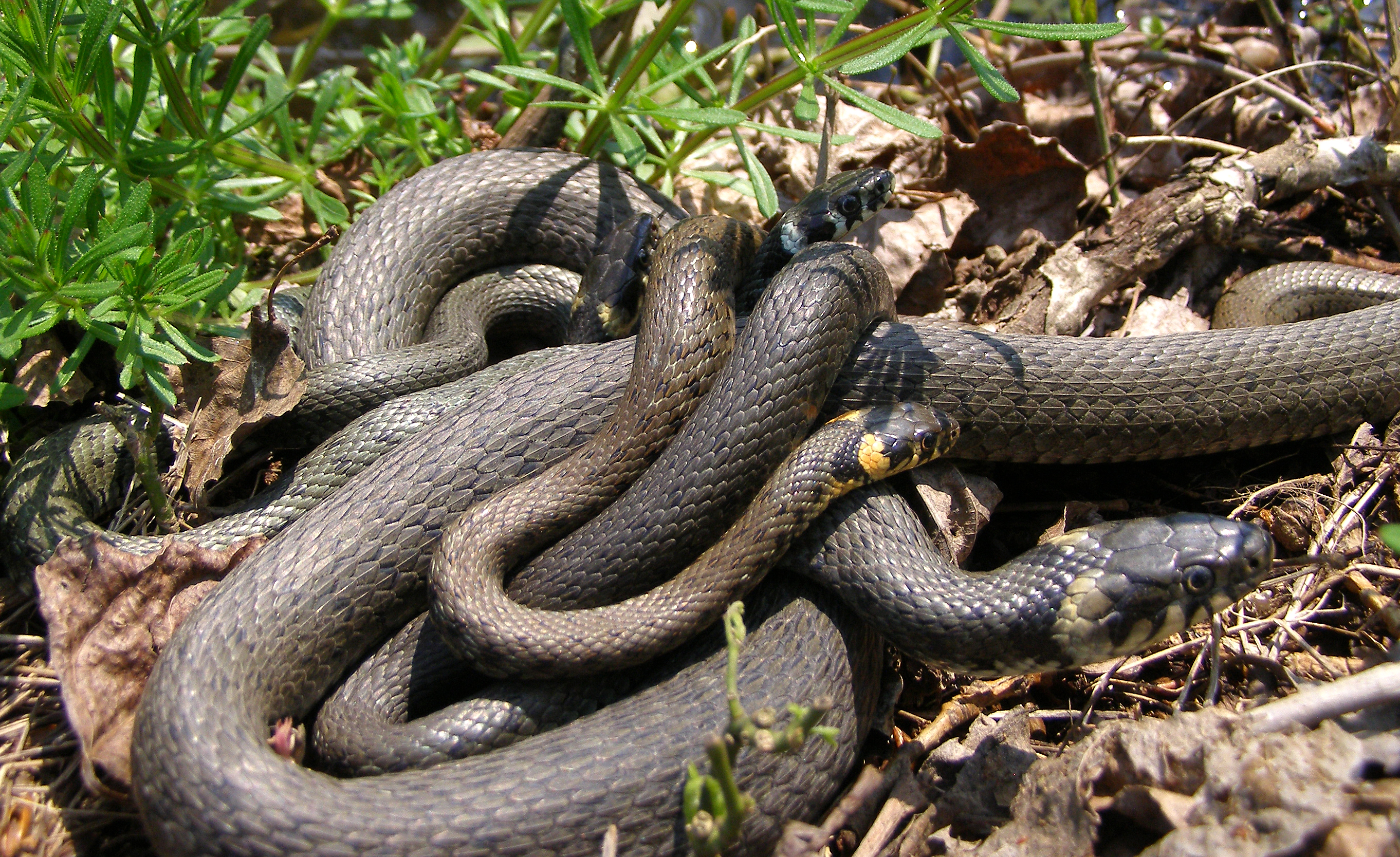
Proplétání těl během snahy o spáření. Na snímku jsou tři samci a jedna podstatně větší samice. Pohlavní dimorfismus je tedy více než patrný.

Přes zimu ulehá do zimního spánku a páří se krátce po jarním probuzení; v závislosti na lokalitě přibližně od poloviny března do počátku května, přičemž hlavní období páření připadá na konec dubna a květen (Česko). Výjimečně se páří i na podzim (v září). Než však námluvy započnou, ještě se had svleče (viz podkapitola níže).

Užovky vytváří krátkodobé stabilní páry a scházejí se k páření ve větších skupinách, přičemž převažují samci. Samice samce lákají k pohlavnímu aktu vlastními feromony. Větší a zdatnější samci se páří častěji a atraktivnější jsou po ně ty samice, které vyrostly do větších rozměrů. Často se páří s vícero samicemi. Samice tak produkují geneticky rozmanitější potomky a mají možnost „zvolit si“ spermie nejschůdnějšího partnera. Ke skutečným soubojům mezi samci nedochází, a to ani v případě, že o jednu samičku usiluje několik náruživých soků. V takovém případě se samci jen vzájemně proplétají a ovíjejí kolem zadní části těla samice, přičemž jejich hlavní zbraní je delší ocas. Silnější samec maximálně slabšího odtlačí nebo konkurenta přitlačí k zemi a usiluje o co nejlepší pozici. K páření dochází po dobu několika hodin. Při samotné kopulaci samec přitiskne svou kloaku k její a pomocí hemipenisu samici oplodní.

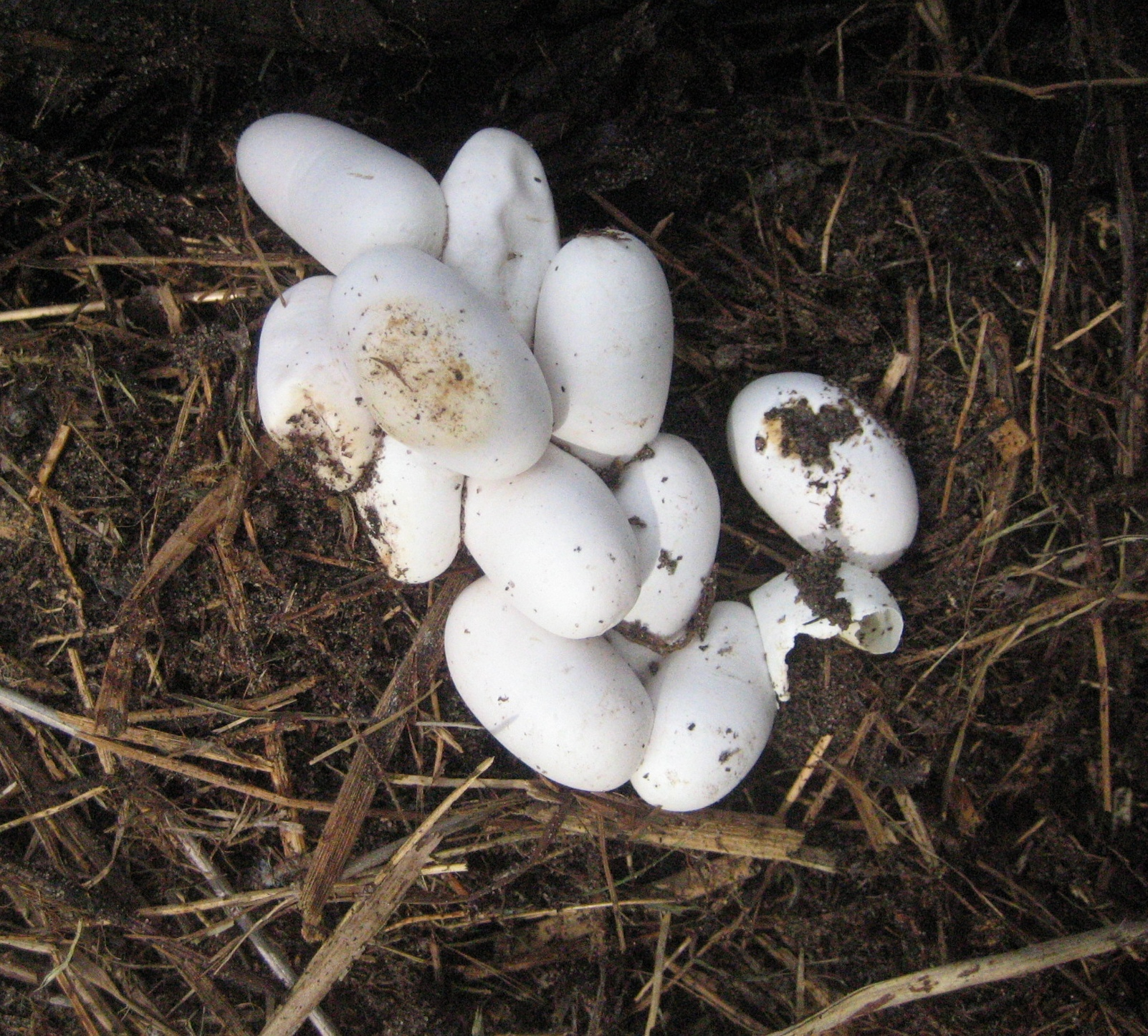
Vejce užovky obojkové

V průběhu června až srpna, tedy po asi dvouměsíční březosti, samice položí 2–40 vajec (vzácně i 50 a více; možná i 100, podle velikosti hada – větší hadi jsou plodnější). Její vejce jsou dlouhá asi 25–30 mm, široká 13–20 mm, mají pružný kožovitý povrch a váží každé 4,5–5,5 g. Velikost vajec se v průběhu inkubace mění, průběžně nabývají na objemu. V některých oblastech kladou užovky vejce hromadně na jedno místo, takže lze v těsné blízkosti nalézt třeba několik set až tisíc vajec. Většinou jsou kladena v náplavových hromadách u řek, pod kameny, do hromad ztrouchnivělého dřeva, listí, hnijící vegetace a jiných podobných úkrytech, který je dostatečně teplý a vlhký. Známé jsou tak i případy, kdy kladla svá vejce do kompostu či hnoje. Před příchodem zemědělství byly užovky obojkové daleko méně početné. Právě díky těmto antropogenním zdrojům se velmi rozšířily. Postupně však tradičních kompostů a hnojišť ubývá a tak ubývá i užovek.

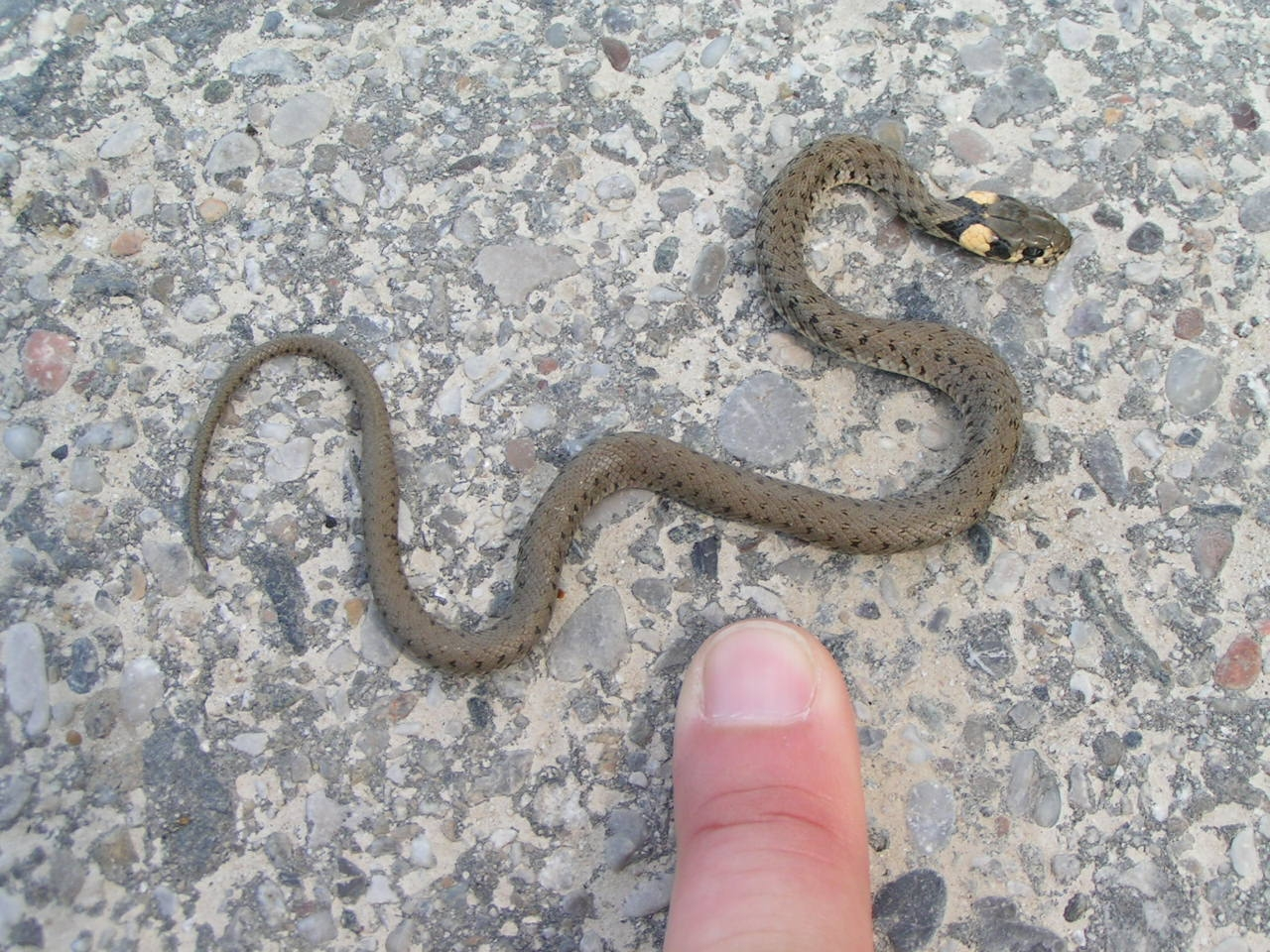
Mládě užovky obojkové

Mláďata se líhnou po šesti až deseti týdnech koncem léta, v srpnu nebo v září (vzácně i dříve, např. v polovině července, když samice nakladou vejce se zárodky už v pokročilém vývinu). Skořápku mláďata prorazí za pomoci vaječného zubu. Vejce potřebují teplotu nejméně 21 °C, ideální je pak 28 °C. Podle okolní teploty je inkubační doba kratší nebo delší; konstantní vysoká teplota obecně urychluje vývoj embrya a zajišťuje zdraví a výkonnost mláďat. Novorození hadi jsou dlouzí 15 až 21 cm a jsou samostatní ihned po vylíhnutí. Samice rostou rychleji než samci a dosahují větších rozměrů. Samci pohlavně dospěji ve věku tří let (když jsou velcí asi 40–50 cm), samice ve čtyřech až pěti letech (při velikosti zhruba 60–70 cm). Jsou-li podmínky méně příznivé, rozmnožují se hadi ještě později, i v 6–8 letech. V dobrých podmínkách se dožívají nejčastěji 15 až 25 let, vzácně i 28 let.

### Svlek (růst)

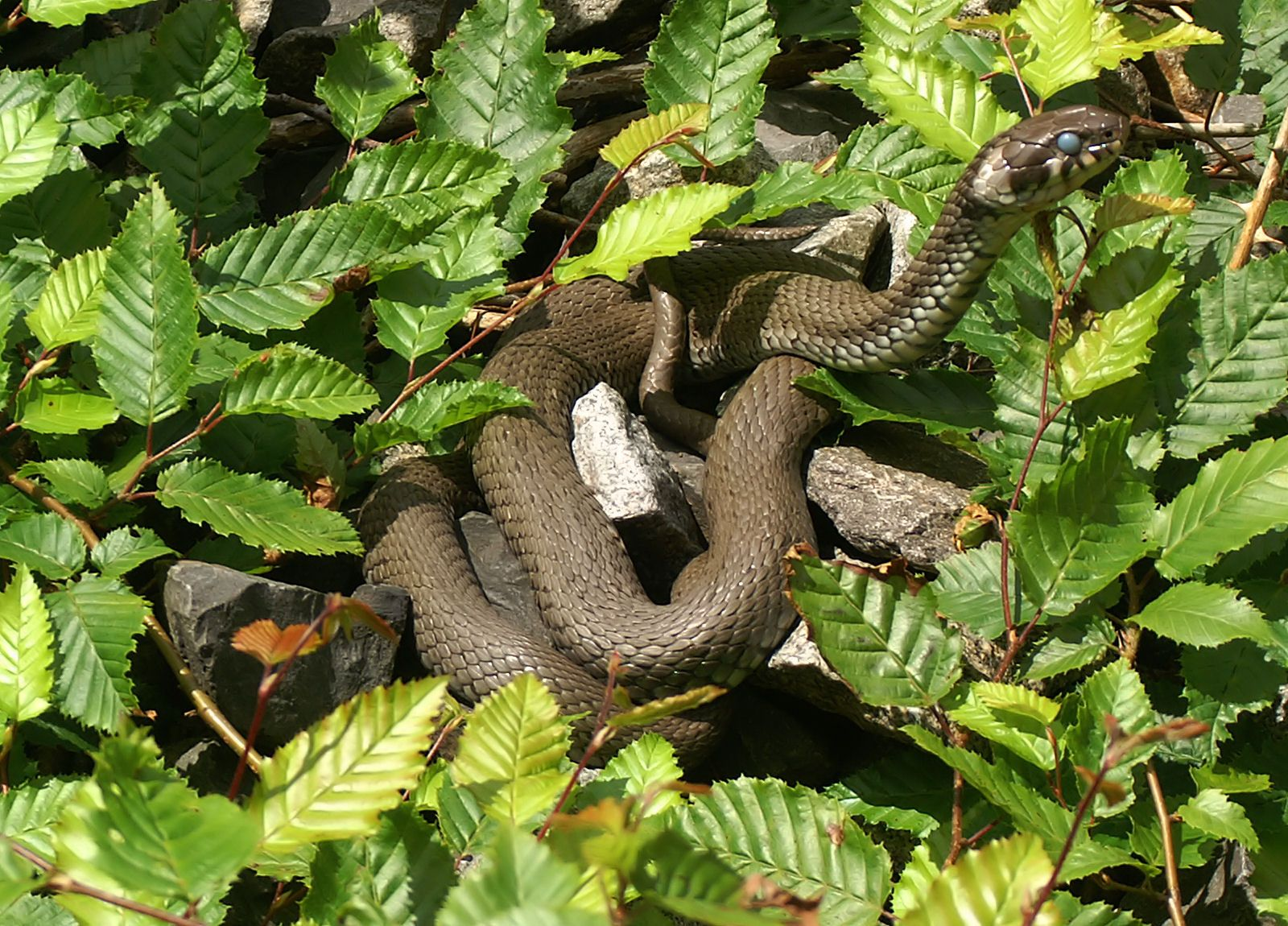
Užovka obojková s potemněle zbarveným tělem a modravě zakalenýma očima, což značí, že se had svléká

Svlek neboli ekdyze či ekdýze (též ekdyse či ecdysis) je proces, při kterém had svléká a nahrazuje starou opotřebenou kůži, která je mu již „malá“, neboť během života neustále roste. Buňky střední vrstvy kůže se posunují směrem k povrchu a tvoří ochrannou rohovinovou vrstvu. Tato svrchní vrstva ale není flexibilní (nenatahuje se), proto se had musí za nějaký čas svléci a kůži nahradit. V mládí se had svléká častěji, neboť roste rychleji, aby se dostal z kritické fáze, kdy je ohrožen predátory. V dospělosti už jen několikrát do roka. Celý průběh svlékání může trvat 7–14 dní. Zpočátku had začne ztrácet své jasné barvy a kůže i oči se během dvou dnů zakalí (had vypadá staře, matně či zaprášeně a vidí nyní velmi špatně), protože se pod svrchní vrstvičku vlévá podkožní voda. Další asi tři až pět dnů se bude stará kůže postupně odchlipovat. Když už bude kompletně uvolněna, začne se had otírat o tvrdé předměty, aby kousek po kousku oddělil starou kůži od nové, dokud se mu ji nepodaří celou svléct (začíná od hlavy a pokračuje až ke špičce ocasu). Činí tak obvykle přes noc, neboť k tomu potřebuje ideálně dostatečnou vlhkost, a nezřídka i přímo ve vodě. Svlečka neboli exuvie je pak ve výsledku obrácena naruby. Během tohoto náročného procesu had neloví potravu a v klidu odpočívá v ústraní, proto je-li vyrušen, může být agresivnější.

## Antipredační strategie a predace
Užovka obojková je ve srovnání s ostatními hady neobyčejně rychlá, dokáže vyvinout rychlost i 6,7 km/h, ale např. africká mamba černá se dokáže plazit rychlostí až 16 km/h. Úplným rekordmanem je pak asi chřestýš rohatý, který se dle některých zdrojů dokáže po souši pohybovat rychlostí až 29 km/h.

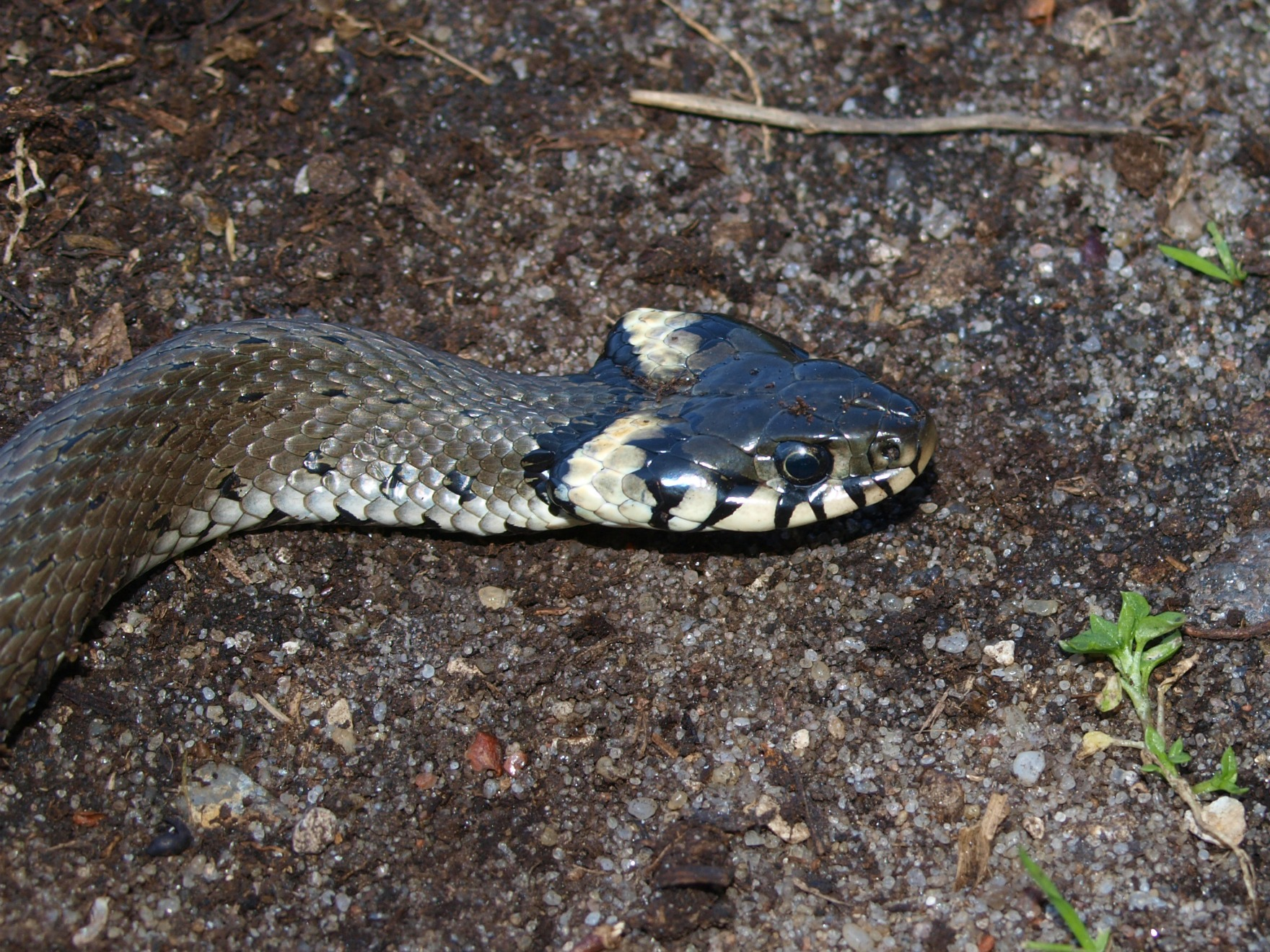
Když se užovka obojková cítí ohrožena, nafoukne krk, aby připomínala jedovatého hada

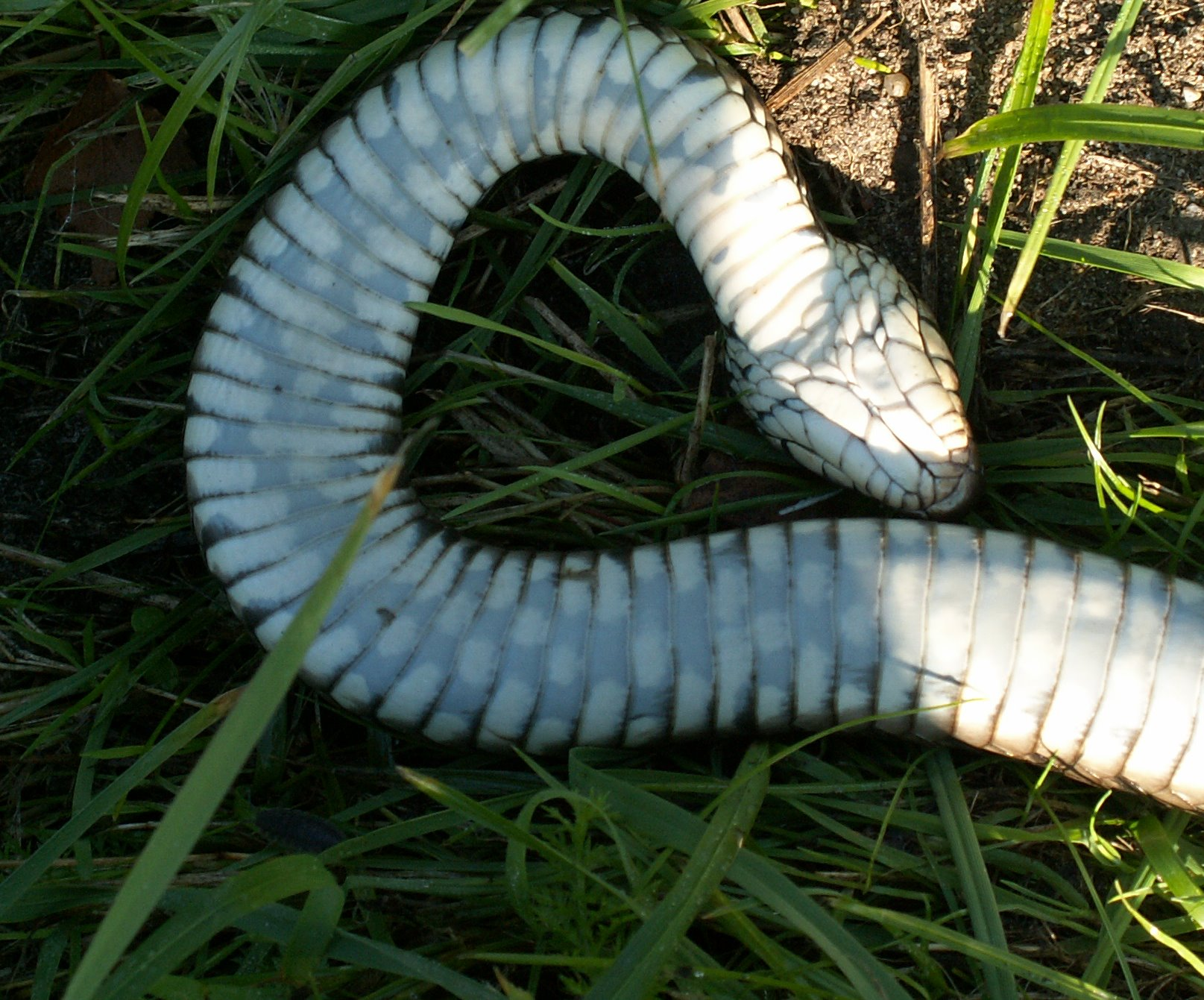
Jedna z typických obranných strategií užovky obojkové, hraní mrtvé

Útěk je její hlavní obranná strategie, pokud ale takovou možnost nemá (např. nemá-li optimální tělesnou teplotu důležitou pro vyšší výkon), nebo ji propásla, má ještě jiná „esa v rukávu“, a sice varovný signál v podobě hlasitého syčení (ve 25 % případů, o vysoké frekvenci 5 000–10 000 Hz), nebo nafukování krku a prudké pohyby, trochu na způsob kobry, za což pravděpodobně může tzv. fosilní chování – jakési naučené napodobování kober rodu Naja z dob, kdy užovky a kobry žily bok po boku a tedy sdílely území (miocén až pliocén). Někdy při tom uskuteční „falešný“ výpad, při kterém neotvírá čelisti. Pokud varovné zastrašování selže, dokáže na obranu produkovat zapáchající tekutinu z kloaky; odér připomíná česnek a má napodobovat jedovatého hada nebo rozkládající se mrtvolu. Stočí se při tom do klubíčka břichem nahoru (tzv. supinace), otevře tlamu a jazyk nechá volně viset. Někdy navíc spustí krev z tlamy a z nosu (tzv. reflexní krvácení) a smrt tak předstírá ještě důkladněji. Bezvládně viset zůstane i v případě, když ji člověk vezme do rukou. Takto se snaží odradit dravce, který upřednostňuje živou kořist. Je to její poslední antipredační instance – obranný mechanismus se nazývá thanatóza a snaží se při něm protivníka zmást a získat tím čas na vhodný okamžik k úniku. Napodobovat jedovatého hada či dělat mrtvého dokáže druh nezávisle na jeho pohlaví, věku a zkušenostech, jde o dědičnou schopnost. Pokud nakonec žádná z těchto obranných strategií nezabere, může se pokusit nepřítele kousnout. Když se s užovkou manipuluje, může při tom vyzvracet obsah žaludku (z frustrace, aby odlehčila tělo a mohla snadněji utéct, nebo zkrátka proto, že nedávno ulovila potravu a tedy vinou neodborné manipulace).
Užovky rodu Natrix mají jedovaté sliny, které působí hlavně na obojživelníky a pro člověka nepředstavují zřejmě žádné nebezpečí. Nicméně jsou již známy případy otravy po kousnutí různých „pravých“ užovek. Jed ve slinách vylučovaný užovkou obojkovou u alergiků může ve vzácných případech vyvolat i smrtelnou reakci.
I přes důvtipnou obrannou strategii se užovka stává kořistí mnoha živočichů, na které předstírání smrti neplatí. Typickými predátory jsou jezevci, ježci, divoká prasata, lasicovité šelmy (např. kuny), lišky, kočky a ptáci (zejména draví nebo brodiví). Výjimečně jsou usmrceny i jinými plazy, např. užovkou hladkou. Mláďata jsou ještě zranitelnější, na ně se mohou zaměřit i mnohem menší druhy ptáků, hlodavci, žáby nebo i zdatní střevlíci. Samotná vajíčka užovek dokáže vyplenit i hejno mravenců. Nicméně největším nepřítelem užovek je člověk.

## Mytologie
Staří Slované a Baltové v pohanském období věřili, že užovka obojková je „had se zlatou korunkou“, „hadí král“ či „had hospodáříček“, který přináší štěstí do domu, pokud se usadí v jeho blízkosti. Užovkám obětovali lidé mléko, přestože ho hadi nepijí. V Podkrkonoší dříve kolovala pověra, že pokud byl had ve stavení usmrcen, do roka zemře i hospodář. Ve známé litevské pověsti se vypráví o dívce Egle, která se vdala za Žaltyse, krále užovek. Toho ale zavraždili její bratři a Egle s dětmi se proměnila ve stromy.

## Hrozby a ochrana

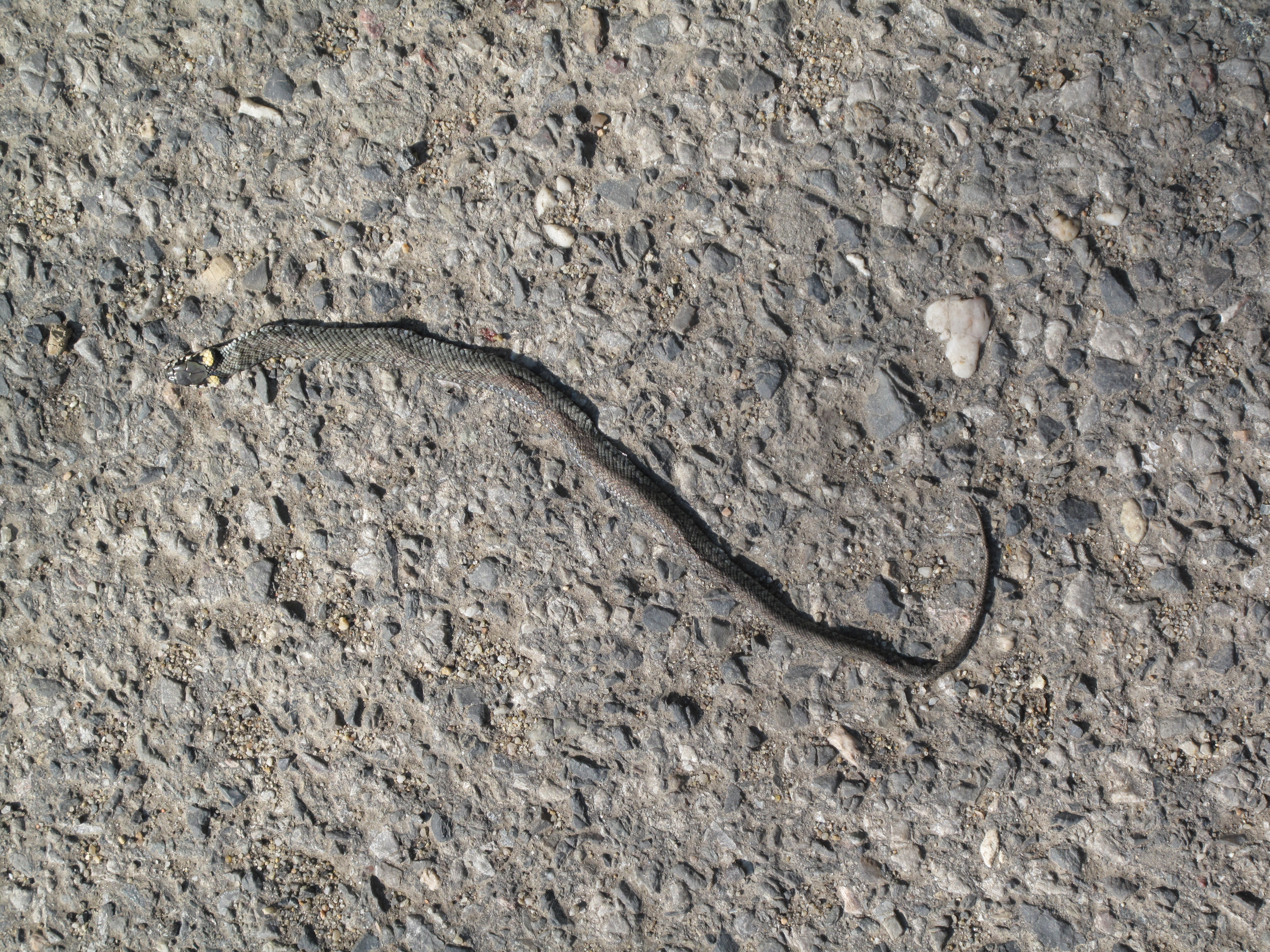
Mrtvá užovka obojková pravděpodobně přejeta autem

V celé Evropě dochází k poklesu populace. Příčinou poklesu stavů je nepochybně kombinace několika faktorů souvisejících s antropizací prostředí, jako např. artificializace břehů vodních toků, vysychání mokřadů (např. ve Švýcarsku bylo odvodněno až 90 % mokřadních biotopů) a vůbec fragmentace habitatu a tedy ztráta životního prostoru. Druh je pravděpodobně velmi citlivý na degradaci svého prostředí a kromě toho umírá i v důsledku intenzivní automobilové dopravy během migrace přes silnice. Za úbytek populací je tedy často zodpovědný člověk, a to například i tím, že znečišťuje vodní toky, nebo když do lokalit zavleče nepůvodní druhy živočichů (např. norek americký, mýval severní). Na ostrově Milos nebo v Mongolsku je druh ohrožen přímo těžební činností. Důležitým faktorem je též dostupnost kořisti. V oblastech, kde populace hadů klesá, se zdá, že pokles koreluje s úbytkem populace obojživelníků žijících ve stejných lokalitách a tvořících jejich hlavní potravu. A podobně jako v případě jiných hadů, i užovka obojková je lidmi pronásledována a zbytečně (třeba ze strachu) zabíjena.

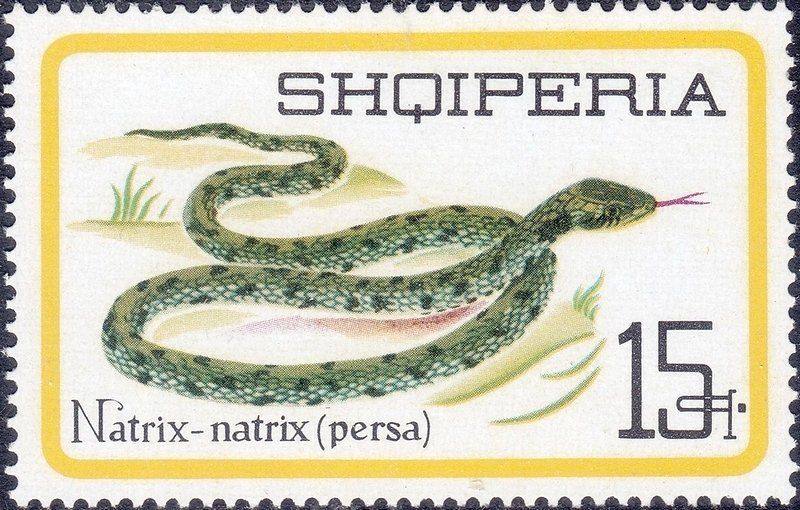
Užovka obojková na známce Albánie, 1966

V méně vhodných regionech, kde panuje chladnějším klima a užovky by normálně neměly šanci přežít, jsou některé antropogenní zdroje (tj. staré seníky, komposty či hnojiště) naopak velmi přínosné.
Mezinárodní svaz ochrany přírody (IUCN) hodnotí druh jako málo dotčený (k roku 2016). Globální populaci považuje za „relativně stabilní“, ale některé poddruhy či subpopulace jsou ohrožené (např. Natrix n. natrix v Česku nebo ve Švédsku) až kriticky ohrožené (Natrix n. cetti ze Sardinie, Natrix n. schweizeri z ostrova Milos či Natrix n. cypriaca z Kypru). Fragmentované populace lze tedy nalézt zejména v jižních oblastech výskytu (např. též v Mongolsku). V některých státech je naopak velmi hojný: v Doněcku na Ukrajině až 120 exemplářů na hektar (100 × 100 m) – stav před válkou.
Užovka obojková je zařazena do přílohy III. Bernské úmluvy z roku 1982, což znamená, že v rámci Evropy spadá pod ochranu. Endemické poddruhy Natrix natrix cetti ze Sardinie a Natrix natrix corsa z Korsiky jsou navíc umístěny v příloze IV. v rámci Směrnice o stanovištích. Zvláště chráněná je pak v jednotlivých státech s ohledem na tamní populaci a hrozby, kupříkladu v Belgii, Česku (viz níže), ve Francii, v Lucembursku, ve Švýcarsku či Velké Británii.

### V Česku
V České republice je zvláště chráněna jako ohrožený druh. Je chráněna ve všech svých vývojových stadiích. Chráněna jsou jí užívaná přirozená i umělá sídla, tedy jakýkoliv její biotop.